# Carl Thulin (fotbollsspelare)
Carl Thulin, född 5 juli 1999, är en svensk fotbollsspelare som spelar för Åtvidabergs FF.

## Karriär
Som 14-åring lämnade Thulin moderklubben Svalövs BK för spel med Helsingborgs IF. Efter att HIF trillat ned i Superettan fick Thulin chansen i seniorlaget. I de två sista matcherna av säsongen 2017 fick nämligen mittbacken göra sina första tävlingsframträdanden.
Debuten i Superettan kom mot Örgryte IS den 29 oktober, då Thulin bytte av Peter Larsson i den 70:e matchminuten. I den efterföljande matchen, mot Östers IF i den sista omgången, fanns Carl Thulin med i startelvan för första gången. I april 2018 skrev han på ett nytt treårskontrakt med Helsingborgs IF.
I juli 2018 lånades Thulin ut till division 1-klubben Ängelholms FF. I januari 2019 lånades Thulin ut till Eskilsminne IF på låneavtal fram till sommaren 2019. I januari 2020 lånades han ut på nytt till Eskilsminne IF. I december 2020 meddelade Helsingborgs IF att de inte valt förlänga Thulins kontrakt och att han lämnade klubben.
I januari 2021 värvades Thulin av Lunds BK. I februari 2022 gick han till Åtvidabergs FF.